# Sylvaine Collin
Pour les articles homonymes, voir Collin.
Sylvaine Collin, née à Florac le 29 juin 1902 et morte à Touillon le 23 avril 1970, est une peintre française.

## Biographie
Élève de Louis Billotey, Sylvaine Collin reçoit en 1924 une mention honorable au Salon des artistes français dont elle est sociétaire, et y expose en 1929, les toiles Église de l'abbaye de Fontenay (Côte-d'or) et Été. 